# Matteo 8

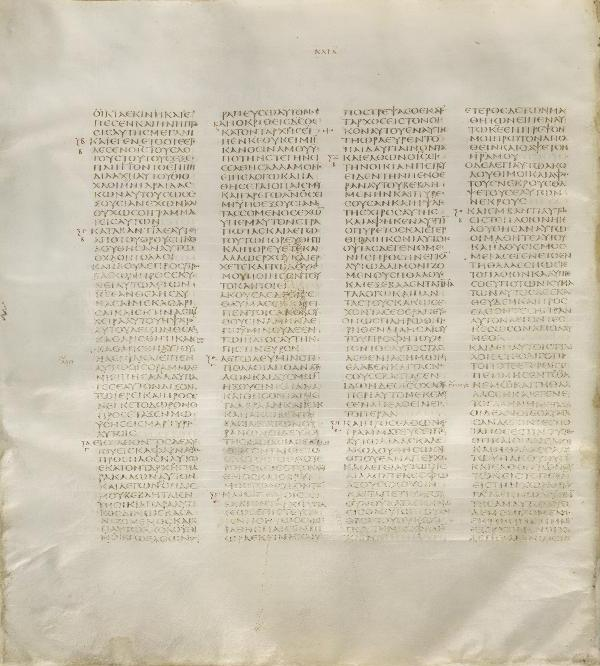
Matteo 7,27–8,28 nel Codex Sinaiticus (c. 330–60).

Matteo 8 è l'ottavo capitolo del vangelo secondo Matteo nel Nuovo Testamento. Esso continua la narrazione sul ministero di Gesù in Galilea già descritta in Matteo 4,23–25. Segue il discorso della montagna. Il capitolo è perlopiù incentrato sul ministero di guarigione di Gesù.

## Testo

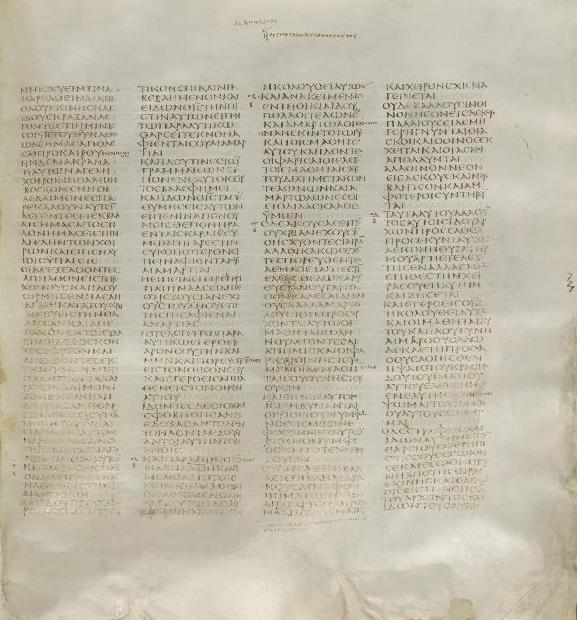
Matteo 8,28-8,23 nel Codex Sinaiticus (c. 330–60)

Il testo originale era scritto in greco antico. Il capitolo è diviso in 34 versetti.

### Testimonianze scritte
Tra le principali testimonianze documentali di questo capitolo vi sono:
- Codex Vaticanus (c. 325–50)
- Codex Sinaiticus (330–60)
- Codex Bezae (c. 400)
- Codex Washingtonianus (c. 400)
- Codex Ephraemi Rescriptus (c. 450; completo)

## Struttura

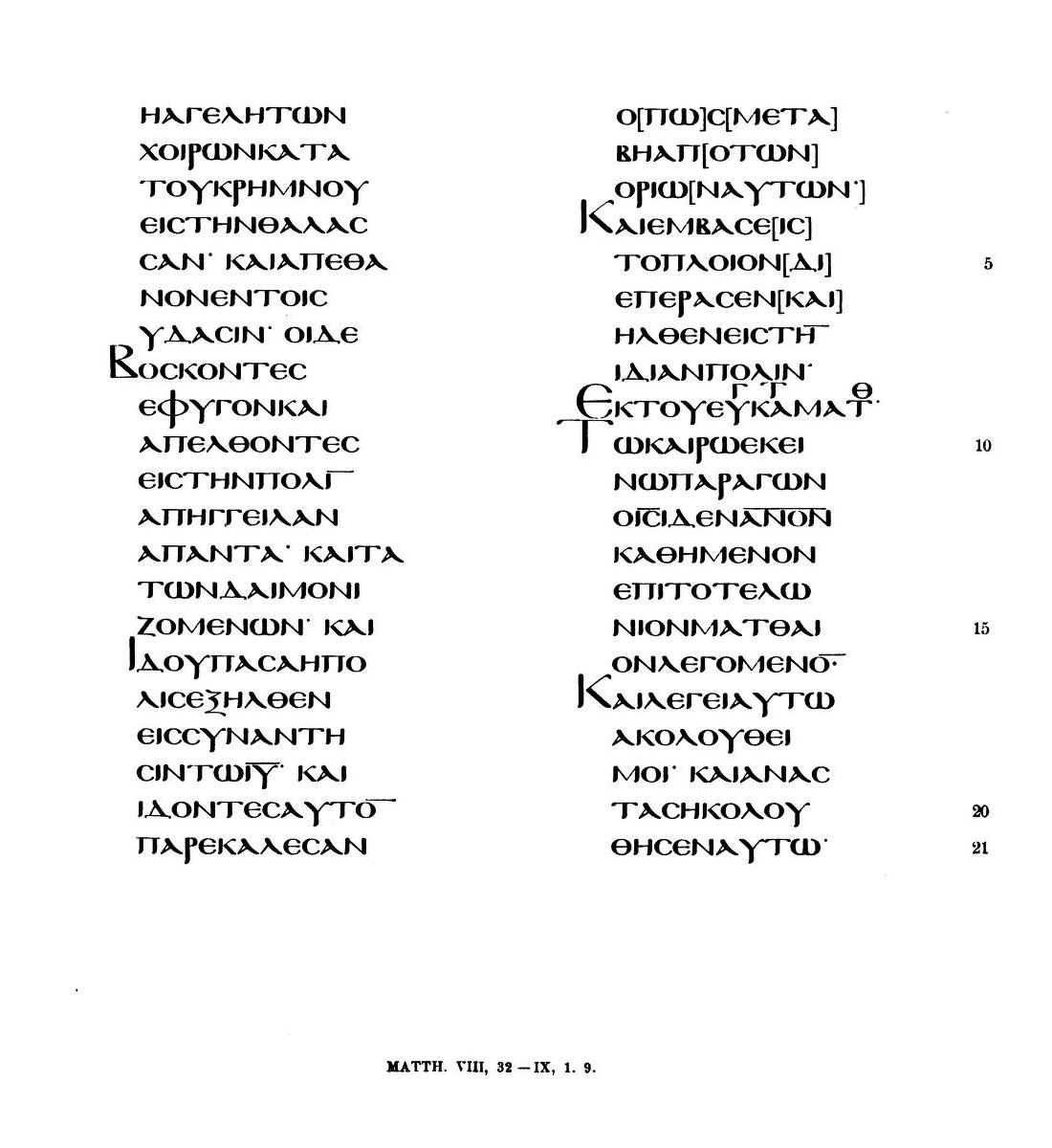
Matteo 8,32–9,1-9 nel Lezionario 269

Il capitolo può essere raggruppato come segue:
- Matteo 8,1-4 : Guarigione del lebbroso (Marco 1,40-45; Luca 13,1-23)
- Matteo 8,5–13 : Guarigione del servo del centurione (Luca 7,1–10; Giovanni 4,46–53)
- Matteo 8,14–15 : Guarigione della suocera di Pietro (Marco 1,29–31; Luca 4,38–39)
- Matteo 8,16-17 : Esorcismi al tramonto (Marco 1,32-34; Luca 4,40-41)
- Matteo 8,18-20 : Il valore del discepolato (Luca 9,57-58)
- Matteo 8,21–22 : "Lasciate i morti ai morti" (Luca 9,59-62)
- Matteo 8,23–27 : Tempesta sedata (Marco 4,35-41; Luca 8,22-25)
- Matteo 8,28–34 : Esorcismo dell'indemoniato di Gerasene (Marco 5,1–20; Luca 8,26–39)

## Analisi
Edward H. Plumptre, nel Commentary for English Readers del vescovo anglicano Charles Ellicott, ha evidenziato come gli eventi riportati "siano comuni a vangelo di Marco e di Luca, ma non sono narrati [...] nel medesimo ordine". Il ministro di chiesa scozzese William Robertson Nicoll ha suggerito che "questa collezione non sia disposta in ordine cronologico. La connessione è topica, non temporale." Secondo la sua opinione queste storie "sono parte integrante dell'autorivelazione di Gesù tramite parole e fatti; essi sono la dimostrazione non solamente del Suo potere, ma soprattutto del Suo spirito".